# Zotac VR GO
Unikátní Zotac VR GO, nositelný (wearable [ˈweərəbl]) herní počítač určený pro systémy virtuální reality, má komponenty ukryty v batohu. Jeho výrobcem je macajská společnost Zotac ([ˈzoutæk]; 索泰 Suo-tchaj). Tento vzduchem chlazený stroj kategorie mini PC čerpá energii z vyměnitelných akumulátorů – a ty se, spolu s chlazením, nejvíce podílejí na úhrnné hmotnosti necelých 5 kg. Je dodáván s předinstalovaným operačním systémem Windows 10 Home. Uveden roku 2016, po dvou letech se dočkal svého nástupce: modelu Zotac VR GO 2.0.